# Saint-Martin-Château
 Saint-Martin-Château  es una comuna (municipio) de Francia, en la región de Lemosín, departamento de Creuse, en el distrito de Aubusson y cantón de Royère-de-Vassivière.
Su población en el censo de 1999 era de 135 habitantes.
Está integrada en la Communauté de communes de Bourganeuf - Royère-de-Vassivière.

## Demografía
| 1134 | 1229 | 1110 | 1100 | 1210 | 1230 | 1294 | 1311 | 1273 | 1176 | 1322 | 1300 | 1235 | 1279 | 1250 | 1289 | 1290 | 1228 | 1158 | 1118 | 930 | 812 | 695 | 667 | 572 | 485 | 373 | 323 | 259 | 219 | 152 | 135 | 134 | 136 | 159 |
| Para los censos de 1962 a 1999 la población legal corresponde a la población sin duplicidades (Fuente: INSEE [Consultar]) |      |      |      |      |      |      |      |      |      |      |      |      |      |      |      |      |      |      |      |     |     |     |     |     |     |     |     |     |     |     |     |     |     |     |